# Brode (gmina Škofja Loka)
Brode – wieś w Słowenii, w gminie Škofja Loka. W 2018 roku liczyła 202 mieszkańców.